# Теорія дискурсу Лаклау — Муфф
Теорія дискурсу Лаклау і Муфф — постструктуралістська теорія, розроблена бельгійськими політологами Ернесто Лаклау і Шанталь Муфф. Теорія заснована на ідеї про те, що соціальний світ формується дискурсом за допомогою значень. 
Теорія синтезує ряд ідей аналітичної філософії, феноменології та структуралізму, відкидаючи можливість безпосереднього доступу до референту, феномену і знаку, зближуючись в цьому питанні з постструктуралістськими концепціями Фуко і Дерріда. Лаклау також називає серед джерел своєї теорії концепцію мовних ігор Вітгенштейна і весь спектр постструктуралізму, включаючи дискурсивні формації Фуко, психоаналіз Лакана, деконструкцію Дерріда і семіологію Барта:77. 
За уявленнями, що розвиває ця теорія, під дискурсом слід розуміти певний спосіб спілкування і розуміння соціального світу. Дискурси не є завершеними і замкнутими — вони постійно змінюються і борються між собою за перевагу, намагаючись в цій боротьбі зафіксувати певні визначені ними значення в мові. При цьому заперечується відмінність між дискурсивною і недискурсивною практикою, мовні та поведінкові дискурси формуються в процесі самого дискурсу. Будь-який вид соціальної практики (економічної, політичної, естетичної і т. д.) дискурсивний, причому ці форми дискурсивних практик не мають ніякого глибинного сенсу і саме вони складають всю об'єктивну соціальну реальність:78